# Cuasso al Monte
Cuasso al Monte es una localidad y comune italiana de la provincia de Varese, región de Lombardía, con 3.493 habitantes.

## Evolución demográfica
| Gráfica de evolución demográfica de Cuasso al Monte entre 1861 y 2001 |
|                                                                       |
| Fuente ISTAT - elaboración gráfica de Wikipedia                       |